# 山口二矢
山口二矢（日语：／ Yamaguchi Otoya，1943年2月22日—1960年11月2日），日本學生運動家及右翼反共主義者，日本右翼团体大日本爱国党成员。因刺杀左翼领导人浅沼稻次郎而闻名。

## 生平
山口二矢生于1943年，是家中次子。父亲山口晋平是陆上自卫队一佐，母亲则是当代知名文学家村上浪六的三女。早年因受身为右翼主义者的哥哥朔生影响而开始参加右翼政治活动，并最终于1959年加入了大日本爱国党。在之后半年，山口二矢曾多次与不同意见者和警察发生冲突，并曾被捕10次，最终于同年12月受到保护观察四年的处分。
1960年，日本社会党党首浅沼稻次郎竞选首相，极受欢迎，他奉行左派意识形态，不支持日美安保条约，对中华人民共和国友好，曾在北京公开发言，称“美帝国主义是中日两国人民共同敌人”。身为右翼反共主义者的山口对此极度不满，并最终萌生了刺杀浅沼的想法。1960年10月12日，在东京日比谷公會堂舉行的三黨黨首選前演講會上，山口二矢拿刀冲上演讲台，以脇差刺殺浅沼稻次郎。山口当场被捕。因刺杀发生於日比谷公會堂，整个过程由NHK转播到日本全国，引发社会震动；后四十余万日本人参加游行，谴责山口之暴行，呼吁社会秩序安全。
山口二矢行刺时身上带了一封信：

（中文翻译：你，浅沼稻次郎，企图赤化日本。我和你没有私仇，但你作为社会党的领导者，访问中国时发表恶语，以及在国会中的暴行，让我无法忍受。我要替天行道消灭你。皇紀二千六百二十年十月十二日  山口二矢）
事发后，其父山口晋平也在三日后（10月15日）辞职。数日后的11月2日，山口二矢在少年监管所牢房的墙上用牙膏写下（七生报国，天皇陛下万岁）后上吊自杀，得年僅17歲。
大日本爱国党总部大厅立有其半身像以示纪念。

## 外部連結
- Fernsehaufzeichnung der Rede Asanumas mit den Augenblicken des Attentats （页面存档备份，存于） - YouTube （英文）
- Bericht zum Selbstmord des Attentäters bei Time.com （英文）
- Yasushi photo of Attentats （页面存档备份，存于） （英文）